# Major League Soccer 2008
Die 13. Major-League-Soccer-Saison begann mit der Regular Season am 29. März 2008 und endete mit dem MLS Cup 2008 am 23. November 2008 im Home Depot Center in Carson (Kalifornien). Der Gewinner der Regular Season, Columbus Crew, konnte auch den MLS Cup und somit die Meisterschaft 2008 für sich entscheiden.

## Neuerungen
- Die San José Earthquakes nehmen wieder am Spielbetrieb in der Western Conference teil. Dadurch erhöht sich das Teilnehmerfeld auf 14 Mannschaften.
- Aufgrund von Terminproblemen qualifizieren sich für die SuperLiga 2009 die vier besten Mannschaften der Regular Season, die sich nicht für die CONCACAF Champions League qualifiziert haben.
- Real Salt Lake zieht im Oktober in sein neues, reines Fußballstadion um, das Rio Tinto Stadium in Sandy (Utah).
- Dem Sieger des MLS Cups wird erstmals die Philip F. Anschutz-Trophy überreicht, welche die Alan I. Rothenberg-Trophy ablöst.
- neue Trikotsponsoren:

Das US-Unternehmen Glidden wird neuer Trikotsponsor der Columbus Crew.
Die amerikanische Firma Best Buy wird neuer Trikotsponsor von Chicago Fire.
Volkswagen wird neuer Trikotsponsor von D.C. United.
- Trainerwechsel:

Bruce Arena verlässt die New York Red Bulls, an seiner Stelle wird Juan Carlos Osorio, ehemals Trainer von Chicago Fire, neuer Teamchef.
Denis Hamlett wird neuer Trainer bei Chicago Fire.
Frank Yallop wird Trainer von den San José Earthquakes.
Ruud Gullit wird neuer Trainer der LA Galaxy.
Nach dem Rücktritt von Ruud Gullit während der Saison, beerbt ihn Bruce Arena als Trainer von LA Galaxy.
John Carver wird neuer Trainer von Toronto FC

## Saisonverlauf

### Regular Season
Neben den drei besten Teams jeder Conference qualifizieren sich auch die beiden Mannschaften mit den nächsthöheren Punktzahlen für die Play-offs.
| Pl. | Verein                 | Sp. | S  | U | N  | Tore    | Diff. | Punkte |
| --- | ---------------------- | --- | -- | - | -- | ------- | ----- | ------ |
| 1.  | Columbus Crew          | 30  | 17 | 6 | 7  | 050:360 | +14   | 57     |
| 2.  | Chicago Fire           | 30  | 13 | 7 | 10 | 044:330 | +11   | 46     |
| 3.  | New England Revolution | 30  | 12 | 7 | 11 | 040:430 | −3    | 43     |
| 4.  | Kansas City Wizards    | 30  | 11 | 9 | 10 | 037:390 | −2    | 42     |
| 5.  | New York Red Bulls     | 30  | 10 | 9 | 11 | 042:480 | −6    | 39     |
| 6.  | D.C. United            | 30  | 11 | 4 | 15 | 043:510 | −8    | 37     |
| 7.  | Toronto FC             | 30  | 9  | 8 | 13 | 034:430 | −9    | 35     |

| Pl. | Verein               | Sp. | S  | U  | N  | Tore    | Diff. | Punkte |
| --- | -------------------- | --- | -- | -- | -- | ------- | ----- | ------ |
| 1.  | Houston Dynamo       | 30  | 13 | 12 | 5  | 045:320 | +13   | 51     |
| 2.  | CD Chivas USA        | 30  | 12 | 7  | 11 | 040:410 | −1    | 43     |
| 3.  | Real Salt Lake       | 30  | 10 | 10 | 10 | 040:390 | +1    | 40     |
| 4.  | Colorado Rapids      | 30  | 11 | 5  | 14 | 044:450 | −1    | 38     |
| 5.  | FC Dallas            | 30  | 8  | 12 | 10 | 045:410 | +4    | 36     |
| 6.  | LA Galaxy            | 30  | 8  | 9  | 13 | 055:620 | −7    | 33     |
| 7.  | San José Earthquakes | 30  | 8  | 9  | 13 | 032:380 | −6    | 33     |

Gesamttabelle
| Pl. | Verein                 | Sp. | S  | U  | N  | Tore    | Diff. | Punkte |
| --- | ---------------------- | --- | -- | -- | -- | ------- | ----- | ------ |
| 1.  | Columbus Crew (M, S)   | 30  | 17 | 6  | 7  | 050:360 | +14   | 57     |
| 2.  | Houston Dynamo         | 30  | 13 | 12 | 5  | 045:320 | +13   | 51     |
| 3.  | Chicago Fire           | 30  | 13 | 7  | 10 | 044:330 | +11   | 46     |
| 4.  | New England Revolution | 30  | 12 | 7  | 11 | 040:430 | −3    | 43     |
| 5.  | CD Chivas USA          | 30  | 12 | 7  | 11 | 040:410 | −1    | 43     |
| 6.  | Kansas City Wizards    | 30  | 11 | 9  | 10 | 037:390 | −2    | 42     |
| 7.  | Real Salt Lake         | 30  | 10 | 10 | 10 | 040:390 | +1    | 40     |
| 8.  | New York Red Bulls (V) | 30  | 10 | 9  | 11 | 042:480 | −6    | 39     |
| 9.  | Colorado Rapids        | 30  | 11 | 5  | 14 | 044:450 | −1    | 38     |
| 10. | D.C. United (P)        | 30  | 11 | 4  | 15 | 043:510 | −8    | 37     |
| 11. | FC Dallas              | 30  | 8  | 12 | 10 | 045:410 | +4    | 36     |
| 12. | Toronto FC             | 30  | 9  | 8  | 13 | 034:430 | −9    | 35     |
| 13. | LA Galaxy              | 30  | 8  | 9  | 13 | 055:620 | −7    | 33     |
| 14. | San José Earthquakes   | 30  | 8  | 9  | 13 | 032:380 | −6    | 33     |

 M = Meister, S = Supporter’s Shield, P = Pokalsieger, V = Vize-Meister
Torschützenliste
| Spieler              | Tore |
| -------------------- | ---- |
| Landon Donovan, LA   | 20   |
| Kenny Cooper, DAL    | 18   |
| Edson Buddle, LA     | 15   |
| Juan Pablo Angel, NY | 14   |
| Brian Ching, HOU     | 13   |
| Luciano Emilio, DC   | 11   |
| Conor Casey, CLB     | 11   |
| Jaime Moreno, DC     | 10   |

### Playoffs
|  | Conference Halbfinale | Conference Halbfinale  | Conference Halbfinale | Conference Halbfinale | Conference Halbfinale |    |                    | Conference Finale | Conference Finale | Conference Finale |  |  | MLS Cup 2008 | MLS Cup 2008 | MLS Cup 2008 |
|  |                       |                        |                       |                       |                       |    |                    |                   |                   |                   |  |  |              |              |              |
|  | E1                    | Columbus Crew          | 1                     | 2                     | 3                     |    |                    |                   |                   |                   |  |  |              |              |              |
|  | E4                    | Kansas City Wizards    | 1                     | 0                     | 1                     |    |                    |                   |                   |                   |  |  |              |              |              |
|  | E4                    | Kansas City Wizards    | 1                     | 0                     | 1                     | E1 | Columbus Crew      | 2                 |                   |                   |  |  |              |              |              |
|  | Eastern Conference    |                        |                       |                       |                       | E1 | Columbus Crew      | 2                 |                   |                   |  |  |              |              |              |
|  |                       | E2                     | Chicago Fire          | 1                     |                       |    |                    |                   |                   |                   |  |  |              |              |              |
|  | E2                    | E2                     | Chicago Fire          | 1                     | Chicago Fire          | 0  | 3                  | 3                 |                   |                   |  |  |              |              |              |
|  | E2                    |                        |                       |                       | Chicago Fire          | 0  | 3                  | 3                 |                   |                   |  |  |              |              |              |
|  | E3                    | New England Revolution | 0                     | 0                     | 0                     |    |                    |                   |                   |                   |  |  |              |              |              |
|  | E3                    | New England Revolution | 0                     | 0                     | 0                     | E  | Columbus Crew      | 3                 |                   |                   |  |  |              |              |              |
|  |                       |                        |                       |                       |                       | E  | Columbus Crew      | 3                 |                   |                   |  |  |              |              |              |
|  |                       | W                      | New York Red Bulls    | 1                     |                       |    |                    |                   |                   |                   |  |  |              |              |              |
|  | W1                    | W                      | New York Red Bulls    | 1                     | Houston Dynamo        | 1  | 0                  | 1                 |                   |                   |  |  |              |              |              |
|  | W1                    |                        |                       |                       | Houston Dynamo        | 1  | 0                  | 1                 |                   |                   |  |  |              |              |              |
|  | W4                    | New York Red Bulls     | 1                     | 3                     | 4                     |    |                    |                   |                   |                   |  |  |              |              |              |
|  | W4                    | New York Red Bulls     | 1                     | 3                     | 4                     | W4 | New York Red Bulls | 1                 |                   |                   |  |  |              |              |              |
|  | Western Conference    |                        |                       |                       |                       | W4 | New York Red Bulls | 1                 |                   |                   |  |  |              |              |              |
|  |                       | W3                     | Real Salt Lake        | 0                     |                       |    |                    |                   |                   |                   |  |  |              |              |              |
|  | W2                    | W3                     | Real Salt Lake        | 0                     | CD Chivas USA         | 0  | 2                  | 2                 |                   |                   |  |  |              |              |              |
|  | W2                    |                        |                       |                       | CD Chivas USA         | 0  | 2                  | 2                 |                   |                   |  |  |              |              |              |
|  | W3                    | Real Salt Lake         | 1                     | 2                     | 3                     |    |                    |                   |                   |                   |  |  |              |              |              |

Im Conference Halbfinale hatte die höher gesetzte Mannschaft im Rückspiel Heimrecht, das Conference-Finale fand im Stadion der höher gesetzten Mannschaft statt und der MLS Cup 2008 wurde im Home Depot Center in Carson (Kalifornien) ausgetragen.

#### Finale
| Paarung            | Columbus Crew – New York Red Bulls |
| Ergebnis           | 3:1 (1:0) |
| Datum              | 23. November 2008 |
| Stadion            | Home Depot Center, Carson |
| Zuschauer          | 27.000 |
| Schiedsrichter     | Baldomero Toledo |
| Tore               | 1:0 Alejandro Moreno (31.) 1:1 John Wolyniec (51.) 2:1 Chad Marshall (53.) 3:1 Frankie Hejduk (82.) |
| Columbus Crew      | William Hesmer – Gino Padula, Chad Marshall, Frankie Hejduk – Danny O’Rourke, Eddie Gaven (90. Steven Lenhart), Brian Carroll, Robbie Rogers – Brad Evans, Guillermo Barros Schelotto (90. Andy Iro), Alejandro Moreno Cheftrainer: Sigi Schmid                       |
| New York Red Bulls | Danny Cepero – Kevin Goldthwaite, Carlos Mendes, Diego Jiménez, Chris Leitch – Siniša Ubiparipović, Dave van den Bergh, Dane Richards, Luke Sassano (78. Jorge Alberto Rojas) – Juan Pablo Ángel, John Wolyniec (82. Macoumba Kandji) Cheftrainer: Juan Carlos Osorio |

### Qualifikation für internationale Wettbewerbe
- CONCACAF Champions League 2009/10:

Gruppenphase: Columbus Crew (MLS Cup Sieger und MLS Supporter’s Shield), Houston Dynamo (2. Platz Regular Season)
Qualifikation: New York Red Bulls (MLS Cup Finalist), D.C. United (Pokalsieger)
- SuperLiga 2009:

Chicago Fire, New England Revolution, CD Chivas USA, Kansas City Wizards (3.–6. Platz Regular Season)

## MLS All-Star Game
Das 13. MLS All-Star Game fand am 24. Juli 2008 auf dem BMO Field in Toronto statt. Eine Auswahl der besten Spieler aus der Major League Soccer traf auf den englischen Premier League Vertreter West Ham United. Das Spiel endete 3:2 für die Auswahlmannschaft. Bester Spieler war Cuauhtemoc Blanco.
Das All-Star Game fand zum ersten Mal außerhalb der Vereinigten Staaten statt.

## Nationaler Pokal
- Lamar Hunt U.S. Open Cup

Acht Mannschaften aus der MLS qualifizieren sich für die Hauptrunde des Pokals. Die besten sechs Mannschaften der vergangenen Regular Season standen schon als Teilnehmer fest, die anderen beiden Mannschaften wurden unter den verbliebenen fünf Mannschaften ausgespielt (Kansas City und Chicago). Toronto FC darf als kanadischer Verein nicht antreten. Folgende MLS-Teams stiegen in der dritten Runde des Pokals in den Wettbewerb ein:
New York Red Bulls – verlor gegen Crystal Palace Baltimore in der 3. Runde
Houston Dynamo – verlor gegen Charleston Battery in der 3. Runde
CD Chivas USA – verlor gegen die Seattle Sounders in der 3. Runde
Chicago Fire – verlor gegen D.C. United im Viertelfinale
FC Dallas – verlor gegen Charleston Battery im Viertelfinale
Kansas City Wizards – verlor gegen die Seattle Sounders im Viertelfinale
New England Revolution – verlor gegen D.C. United im Halbfinale
D.C. United – Pokalsieger
- Canadian Championship

2008 wurde der Open Canada Cup ausgesetzt und die Canadian Championship eingeführt, um aus den drei kanadischen Profivereinen, den Teilnehmer für die CONCACAF Champions League zu ermitteln.
Toronto FC, als einziger Vertreter der MLS, konnte nur den zweiten Platz hinter Montreal Impact belegen, Dritter wurden die Vancouver Whitecaps.

## Internationale Wettbewerbe
- CONCACAF Champions’ Cup 2008

D.C. United – Halbfinale ausgeschieden
Houston Dynamo – Halbfinale ausgeschieden
- CONCACAF Champions League 2008/2009

Houston Dynamo
DC United – Ausgeschieden Gruppenphase
New England Revolution – Ausgeschieden Qualifikation
CD Chivas USA – Ausgeschieden Qualifikation
- SuperLiga 2008

D.C. United – Vorrunde ausgeschieden
CD Chivas USA – Vorrunde ausgeschieden
Houston Dynamo – Finale ausgeschieden
New England Revolution – Sieger

## Vorsaisonale Wettbewerbe
- Carolina Challenge Cup 2008

- Pan-Pacific Championship 2008

Houston Dynamo erreichte den zweiten Platz.
LA Galaxy erreicht den dritten Platz.
- Texas Pro Soccer Festival